# Monthelon (Marna)
Monthelon è un comune francese di 373 abitanti situato nel dipartimento della Marna nella regione del Grand Est.

## Società

### Evoluzione demografica
Abitanti censiti